# Specimen (groupe)
Specimen est un groupe britannique fondé en 1981. Leur musique est décrite comme couvrant de nombreux styles musicaux différents, y compris le glam rock, la musique gothique, le punk rock et le post-punk. Le groupe est largement reconnu comme l'un des pionniers de la sous-culture gothique, à la fois musicalement et stylistiquement, en particulier à travers les célèbres soirées Batcave.

## Historique
Le groupe est formé en 1981 à Bristol, en Angleterre, par le chanteur Olli Wisdom (ancien membre de The Unwanted et de Metroz) avec le guitariste Jon Klein (ex-Europeans) et le bassiste Kevin Mills (des X-Certs). Leur premier concert a eu lieu lors d'une fête de rue célébrant le mariage du prince Charles avec Lady Di. En 1982, le groupe déménage à Soho, à Londres, où Wisdom et Klein fondent les soirées Batcave. Ils s'y produisent lors de la première et plusieurs fois ensuite. Ils invitent ensuite Johnny "Slut" Melton, un habitué du club, à rejoindre le groupe en raison de son look extravagant. Celui refuse d'abord, prétextant qu'il ne sait jouer d'aucun instrument, mais devant l'insistance de Wisdom, finit par accepter de jouer du synthétiseur, en étiquetant les notes sur chaque touche du clavier pour s'y retrouver.
Le groupe ne sort aucun album entier pendant les quatre années où ils sont ensemble, mais uniquement quelques singles et un mini album, avec le batteur Jonathon Trevisick. Il est ensuite remplacé par Chris Bell (ex Thompson Twins et Spear of Destiny). Le NME décrit les Specimen comme un groupe « heavy metal glam punk sordide ». En 1985, la formation originale se sépare après la sortie du single Sharp Teeth Pretty Teeth. Olli Wisdom déménage à San Francisco en Californie et forme une éphémère version américaine de Specimen. En 1997, deux compilations complètes du groupe sont publiées.

### Après Specimen
Après la séparation du groupe, le guitariste Jon Klein fait partie de Siouxsie and the Banshees pendant sept ans, avant de travailler avec Sinéad O'Connor. Il fait également une apparition dans le film de 1998 Married 2 Malcolm du réalisateur James Cellan Jones.
Olli Wisdom produit de la musique trance psychédélique sous le nom de Space Tribe. Il meurt le 23 août 2021 à l'âge de 63 ans.
Jonny Slut forme Diskord Datkord avec Mark et Adam Tinley, avant de travailler avec The KLF puis Adamski. Il est maintenant membre d'Atomizer. Il fonde également le club Nag Nag Nag à Londres, où il est l'un des DJ résidents.
Kevin Mills rejoint Flesh for Lulu. Chris Bell joue avec Gene Loves Jezebel.

### Reformation
En 2007, Jon Klein enregistre Electric Ballroom sous le nom de Specimen, un album entre dark rock et rock gothique, avec Aaron Tobias (chant, guitare, synthé), Tim Huthert (batterie), Kimba (basse) et Stephan Byron-Salit (guitare). Il contient des collaborations avec Olli Wisdom et Johnny Slut.
En juillet 2008, la formation originale se réunit pour jouer lors de la soirée du 25e anniversaire de la Batcave à Londres. Ce concert est enregistré pour l'album live Specimen Alive à la Batcave sorti sur le label américain Metropolis Records. Ils enchaînent avec quelques concerts dans des festivals.
En décembre 2011, le groupe annonce qu'il prépare un nouvel album avec Youth, le producteur et bassiste de Killing Joke, ainsi que l'arrivée aux claviers de Johann Bley, ex Juno Reactor, pour remplacer Jonny Slut qui a quitté Specimen en mai. Une campagne est lancée sur Pledgemusic pour financer Wake the Dead, qui sort en 2013.

## Discographie

### Albums studio
- Batastrophe (1983), mini album, Sire
- Electric Ballroom (2007), Metropolis
- Wake the Dead (2013)

### Albums live
- Alive at the Batcave (2009), Metropolis / Eyeswideshut Recordings

### Compilations
- Warm Wet Cling – Film Red Velvet Crush (1997), Cleopatra
- Azoic (1997), Jungle Records

### Singles & EPs
| Année | Titre                                            | UK | UK Indie | Label           |
| ----- | ------------------------------------------------ | -- | -------- | --------------- |
| 1983  | Returning (from a Journey) / Kiss Kiss Bang Bang | 85 | –        | London Records  |
| 1983  | Beauty of Poisin / Tell Tail                     | 81 | –        | London Records  |
| 1983  | Batastrophe EP                                   | –  | –        | London Records  |
| 1985  | Sharp Teeth / Hex / Holes                        | –  | 20       | Trust Records   |
| 1986  | Indestructible / Brainburst                      | –  | –        | Rampant Records |